# Bảo tàng Kargul và Pawlak tại Lubomierz

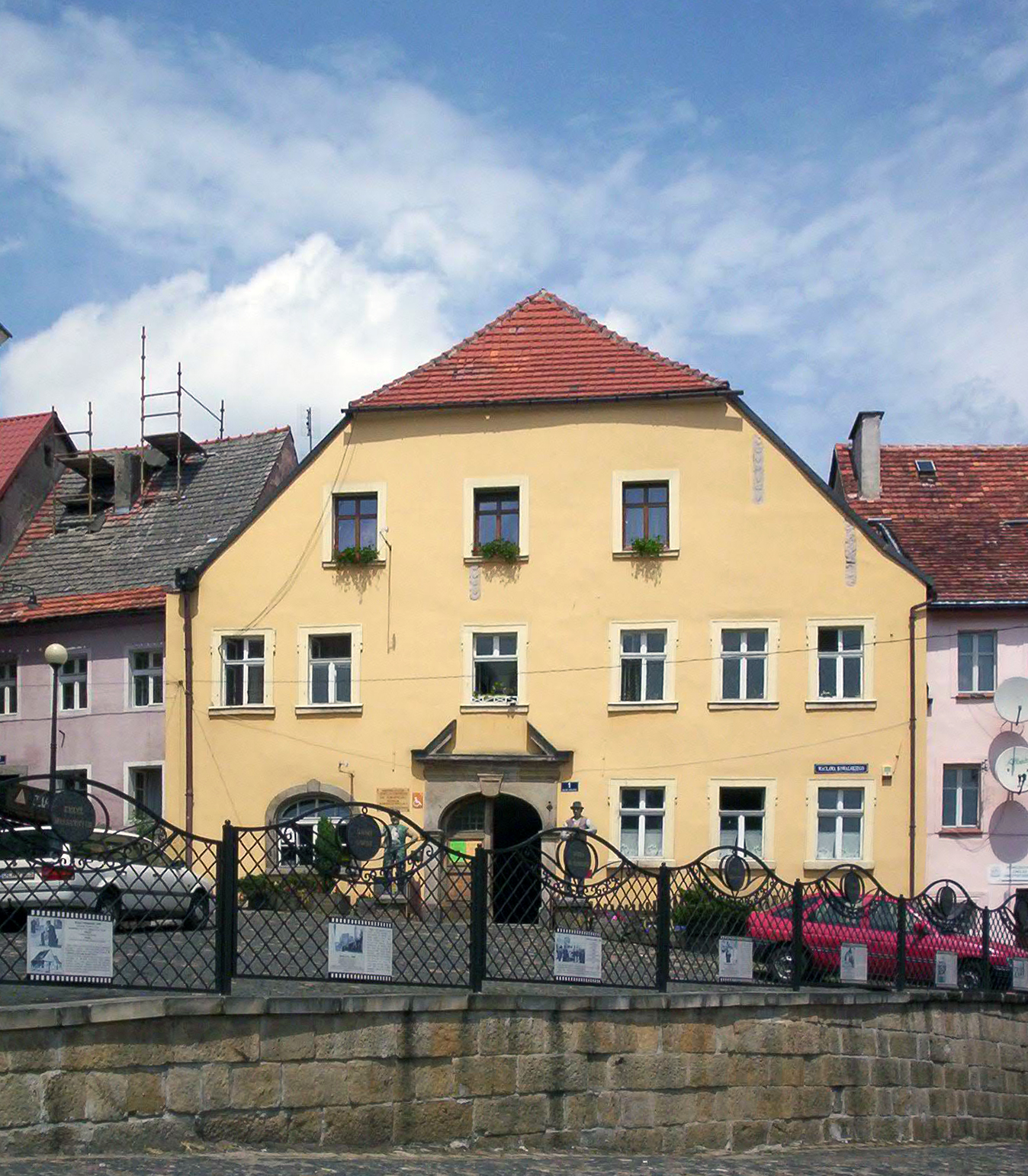
Bảo tàng Kargul và Pawlak tại Lubomierz

Bảo tàng Kargul và Pawlak tại Lubomierz (tiếng Ba Lan: Muzeum Kargula i Pawlaka w Lubomierzu) là viện bảo tàng tọa lạc tại số 1 phố Wacław Kowalski, Lubomierz, Ba Lan. Viện bảo tàng nằm trong khuôn viên xưởng sản xuất vải từ thế kỷ 16.

## Mô tả viện bảo tàng

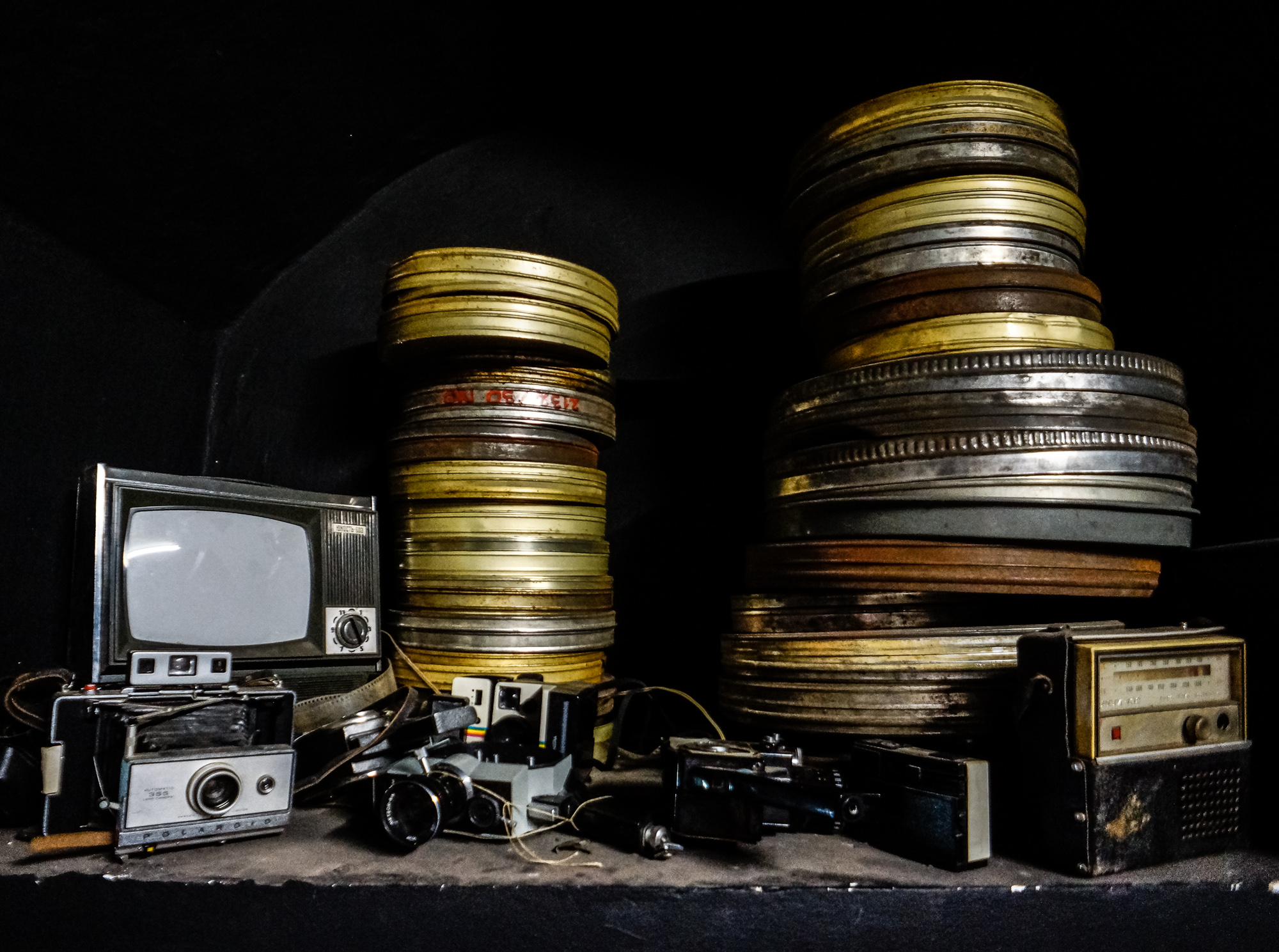
Triển lãm phim tại Bảo tàng

Năm 1992, số đầu tiên của tờ báo địa phương tên là Sami Swoi xuất bản tại Lubomierz. Các biên tập viên tờ báo này bắt đầu thu thập các kỷ vật liên quan đến lịch sử điện ảnh của thành phố. Với sự hỗ trợ của thị trưởng và cư dân thành phố, bảo tàng được thành lập vào năm 1995.
Bảo tàng nằm gần Quảng trường Chợ Lubomierz (Placu Wolności), bối cảnh từng xuất hiện nhiều lần trong bộ phim Sami swoi.Phòng bảo tàng nằm ở tầng trệt của một trong những tòa nhà lâu đời nhất trong thành phố: xưởng sản xuất vải (Dom Płócienników), xây từ thế kỷ 16. Tòa nhà là trụ sở của hội Płócienników, có giá trị kiến trúc phong phú, là điểm thu hút khách du lịch.
Phía trước bảo tàng có một con hẻm chiếu phim, đây không phải là một phần chính thức của bảo tàng, nhưng là một phần mở rộng của triển lãm bảo tàng. Có những tấm biển kỷ niệm dành cho những người làm phim, không chỉ liên quan đến bộ phim Sami swoi, mà còn liên quan đến các tác phẩm điện ảnh khác được thực hiện ở Lubomierz. Trước lối vào bảo tàng, người ta đặt hai hình tượng của các nhân vật chính: Władysław Kargul và Kazimierz Pawlak, đồng thời là một tấm biển chỉ đường và khoảng cách đến các thành phố quan trọng trên thế giới, bao gồm cả Hollywood.